# Shen Ye
Shen Ye (chinesisch 沈烨; * 11. März 1987 in Changzhou) ist ein chinesischer Badmintonspieler.

## Karriere
Shen Ye gewann 2004 die Junioren-Asienmeisterschaft im Mixed mit Feng Chen. Vier Jahre später wurde er bereits Mannschaftsweltmeister mit dem chinesischen Herrenteam. Bei den Denmark Open 2008 wurde er Zweiter im Doppel. Bei der Weltmeisterschaft 2009 reichte es dagegen nur zu Platz neun im Herrendoppel mit He Hanbin.

## Sportliche Erfolge
| Saison | Veranstaltung               | Disziplin    | Platz | Name                  |
| ------ | --------------------------- | ------------ | ----- | --------------------- |
| 2004   | Junioren-Asienmeisterschaft | Mixed        | 1     | Shen Ye / Feng Chen   |
| 2006   | Korea Open                  | Herrendoppel | 3     | Shen Ye / He Hanbin   |
| 2007   | Universiade                 | Team         | 2     | China                 |
| 2007   | China Masters               | Herrendoppel | 5     | Shen Ye / He Hanbin   |
| 2008   | Thomas Cup                  | Herrenteam   | 1     | China                 |
| 2008   | Denmark Open                | Herrendoppel | 2     | Shen Ye / Fu Haifeng  |
| 2008   | China Open                  | Mixed        | 5     | Shen Ye / Tian Qing   |
| 2009   | Weltmeisterschaft           | Herrendoppel | 9     | Shen Ye / He Hanbin   |
| 2010   | China Masters               | Mixed        | 5     | Shen Ye / Wang Xiaoli |